# Deltshevia gromovi
Deltshevia gromovi là một loài nhện trong họ Hersiliidae.
Loài này thuộc chi Deltshevia. Deltshevia gromovi được miêu tả năm 2009 bởi Y. M. Marusik & V. Y. Fet.